# Demonios (novela)
Demonios (Fiends) es una novela de terror del escritor estadounidense John Farris, publicada en 1990.
La novela gira en torno a la existencia de los huldufolk (el pueblo oculto), unas criaturas del antiguo folklore islandés que según cuenta la leyenda proceden del Paraíso terrenal. Según esta leyenda, en una ocasión Eva estaba bañando a sus hijos cuando Dios se manifestó en el Paraíso. Sorprendida por la visita de su Creador, no le dio tiempo a lavarlos a todos y cuando Dios le pidió que se los presentase, ella solamente le enseñó a los limpios y le ocultó al resto. Dios se enfadó porque Eva había intentado engañarle y maldijo a Eva y sus hijos con las siguientes palabras: "Desde hoy los hijos que me has ocultado permanecerán ocultos a la vista del resto de los hombres."
La leyenda de los huldufolk no solo está presente en Islandia, sino en algunas zonas rurales de los Estados Unidos, debido a la emigración nórdica a esos lugares. John Farris toma esta leyenda y convierte a los huldufolk, los Hijos Sucios de Eva, en una especie de criaturas inmortales y oscuras, que arrancan la piel a los humanos para crear "alas" para volar y que pueden "vampirizarlos" con una especie de aguijón que tienen en el dedo meñique para que se conviertan en huldufolk. También pueden enviar órdenes en sueños para engañar a sus víctimas y convocar enjambres de polillas y mariposas nocturnas. Sin embargo su poder no es absoluto y se les puede paralizar y dormir atándoles enredadera alrededor del cuello. También son vulnerables al fuego y al daño masivo.

## Sinopsis
Marjorie y Enid Waller son dos hermanas huérfanas que viven solas en Tennessee, Estados Unidos. Sin embargo, su paz se verá turbada cuando Enid traiga a casa a un anciano llamado Arne Horsefall, paciente de una institución mental cercana en la que Enid trabaja como terapeuta. 
El señor Arne es un anciano tranquilo y mudo, con gran capacidad artística para dibujar lo que siente. Sin embargo, guarda un terrible secreto. En 1906 Arne era un niño del pueblo de Dante´s Mill, y él y su padre encontraron un cajón procedente de Islandia que iba dirigido a un profesor y arqueólogo universitario. La familia guardó el cajón, en el que se encontraba una extraña criatura semejante a una momia, con un trozo de enredadera alrededor del cuello. Sin embargo, el ser ejerce una extraña fascinación sobre la familia y el espíritu maligno es liberado. Setenta años después Dante´s Mill es un pueblo fantasma que sirve como atracción turística y cuya población desapareció inexplicablemente.
En el presente de la novela, Arne dibuja de forma repetida el retrato de una mujer calva. Al llegar a la casa de Enid Waller, comienza a sumirse gradualmente en un estado de inquietud y temor, y comienza a escuchar voces que le llaman desde el pasado para que los libere.
Los "huldufolk", dirigidos por su líder Theron, quedaron aprisionados en Dante´s Mill hace setenta años, y aunque permanecen en un sueño latente quieren regresar al mundo. Atrapados y dormidos en unas cavernas bajo Dante´s Mill debido a las acciones de Arne y su padre, poco a poco están ejerciendo su influencia sobre los humanos de las cercanías para liberarse.
- Datos: Q5802496